# Carol Samuelsson
Carol Edvard Arne Samuelsson, född den 14 september 1916 i Västervik, död den 10 februari 1990, var en svensk lärare och författare.
Carol Samuelsson debuterade 1946 med en roman om fångvård; han var då fångvaktare. Boken fick goda recensioner i Svenska Dagbladet  och Dagens Nyheter.
Carol Samuelsson är begravd på Bromma kyrkogård.